# Agalma elegans
Agalma elegans är en nässeldjursart som först beskrevs av Sars 1846.  Agalma elegans ingår i släktet Agalma och familjen Agalmatidae. Inga underarter finns listade i Catalogue of Life.